# Hanuš Jelínek
Hanuš Jelínek (pokřtěn Jan Křtitel Jelínek, 3. září 1878, Příbram – 27. dubna 1944, Praha) byl český básník, esejista a divadelní kritik. Propagátor sblížení české a francouzské kultury. Jelínek napsal francouzsky psané Dějiny české literatury, vzpomínky Zahučely lesy. Přeložil mimo jiné Zpěvy sladké Francie, z češtiny do francouzštiny přeložil díla Karla Hynka Máchy, Františka Halase a Karla Čapka.

## Život

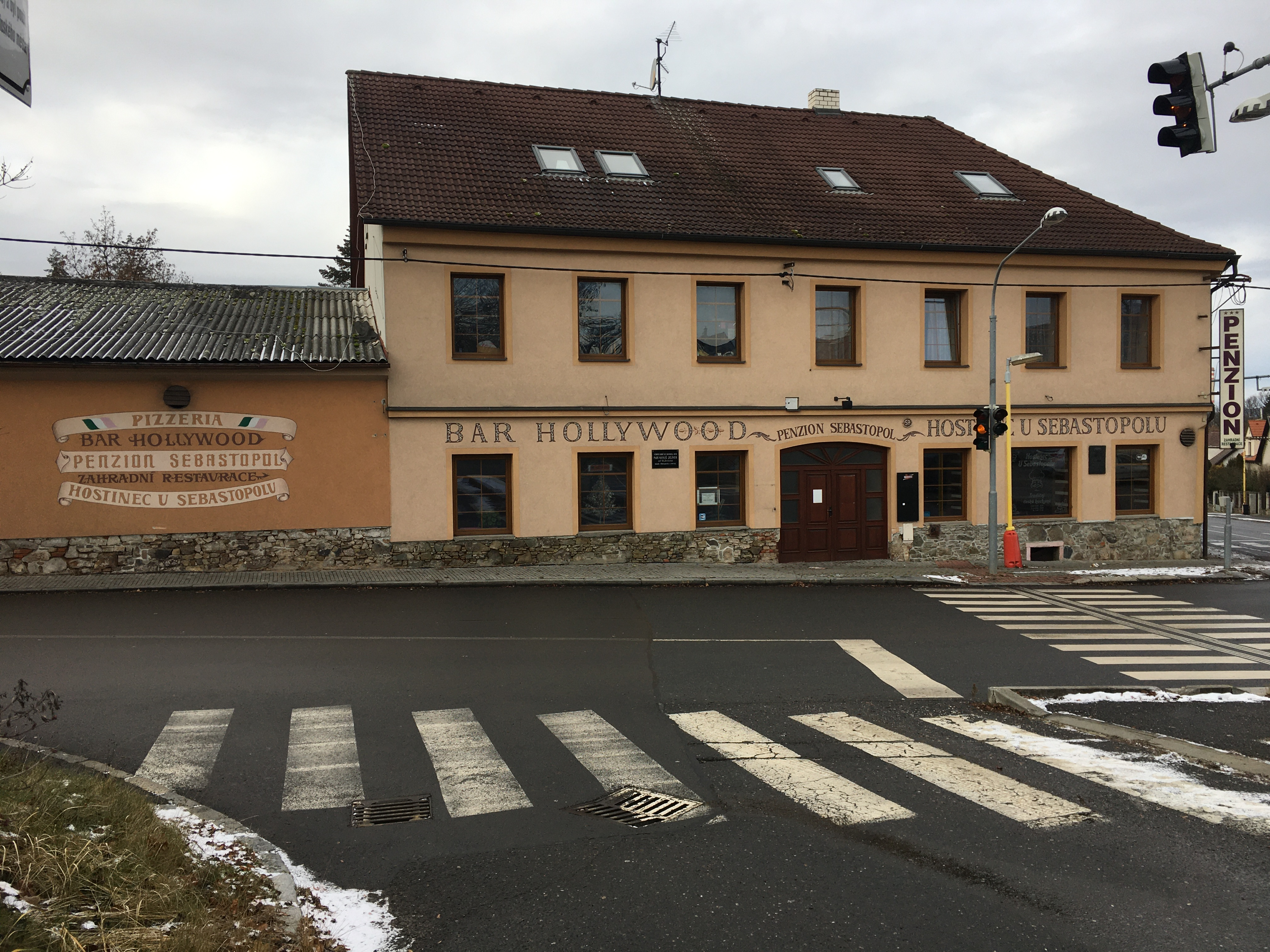
Hostinec Sebastobol v Příbrami, rodný dům Hanuše Jelínka

Narodil se jako syn příbramského úředníka Jana Otakara Jelínka (1839-1888) a jeho druhé ženy Emy, rozené Kaiserové v příbramském hostinci "U Sebastopolu". Po obecné škole, kterou začal navštěvovat již v pěti letech, pokračoval ve studiu na příbramském gymnáziu. Již během studia začal psát básně; jeho sonet k prvnímu výročí důlního neštěstí v Mariánském dole v roce 1892 byl otištěn v příbramském listu Horymír pod šifrou K. V roce 1896 složil maturitu a zapsal se na filosofickou fakultu c. a k. České univerzity Karlo-Ferdinandovy, kde studoval českou, německou a francouzskou literaturu. Pro dva semestry (zimní semestr 1897/1898 a zimní semestr 1899/1900) získal stipendium pro studium na pařížské Sorbonně. V této době se stýkal s českými umělci v Paříži, např. Františkem Kupkou či Alfonsem Muchou. V roce 1900 mu prestižní literární časopis Mercure de France otiskl studii o současné české poesii La Littérature tchèque contemporaine.
Po návratu do Prahy získal pověst skvělého francouzštináře. Zdenka Braunerová jej požádala o překlad své studie o Františku Bílkovi. Po ukončení univerzitních studií působil jako suplent na žižkovské reálce. V roce 1901 přestoupil na Obchodní akademii v Resslově ulici. V roce 1905 se stal definitivním profesorem a působil zde až do roku 1918.
V lednu 1902 založil spolu s Viktorem Dykem Klub českých spisovatelů.
V roce 1903 se seznámil s nejstarší dcerou Aloise Jiráska Boženou, kterou si 17. července 1905 vzal za manželku. Novomanželé odjeli na svatební cestu do Francie. Zde se seznámili s Milanem Rastislavem Štefánikem. V roce 1908 získal doktorát obhajobou práce Melancholikové : studie z dějin senzibility v literatuře francouzské. Následujícího roku ho vyzval profesor Jaroslav Vlček, aby se na pozvání Ernesta Denise ujal přednášek o české literatuře na pařížské Sorbonně. Jelínek pozvání přijal, i když musel na vlastní náklady zajistit svého zástupce. Tím byl pozdější prezident Edvard Beneš. Vedle pedagogické činnosti přispíval též do francouzských novin a časopisů a stal se dopisovatelem deníku Comoedia.
V roce 1913 se stal redaktorem časopisu Lumír, kterým zůstal až do roku 1940. V roce 1916 zde otiskl svůj první překlad francouzské poesie, báseň Francise Jammese Slyš v sadu.
Po válce se účastnil podpisu mírové smlouvy s Německem v květnu 1919 v Paříži. Dne 30. listopadu 1920 byl jmenován odborovým radou na ministerstvu zahraničí. V lednu 1922 se stal přednostou tiskové kanceláře v Paříži. V roce 1925 působil v Ženevě a v roce 1926 byl zástupcem vlády v Paříži.
V roce 1925 vydal své nejznámější překladatelské dílo: Zpěvy sladké Francie - překlady francouzských lidových písní a poezie z 15.–18. století. O jejich popularitě svědčí například to, že písně Cestář či Švarný tambor v Čechách zlidověly.
V roce 1927 se u něj projevily zdravotní potíže, které postupně vedly k tomu, že 16. června 1931 požádal o předčasné penzionování. Jeho žádosti bylo 30. září téhož roku vyhověno.
Dále se věnoval redakčním pracím v časopisu Lumír a od roku 1933 byl rovněž předsedou literárního odboru Umělecké besedy. V roce 1939 vstoupil do Národního souručenství. V průběhu válečných let téměř oslepl, své paměti Zahučaly lesy již musel z větší části diktovat. Zemřel v noci z 27. na 28. dubna 1944 a je pohřben na Vyšehradském hřbitově.

## Dílo
- JELÍNEK, Hanuš. La littérature tchèque contemporaine. Paříž: Mercure de France, 1912. 366 s. Dostupné online. (francouzsky)
- JELÍNEK, Hanuš. Zahučaly lesy. Kniha vzpomínek, vydal Fr. Borový, Praha 1947, stran 585, Dostupné online

### Překlady
- Zpěvy sladké Francie. Fr. Borový Praha 1925,  – překlady francouzských lidových písní a poezie z 15.–18. století.
- Charles Baudelaire: Petits poèmes en prose = Malé básně v próze Charles Baudelaire; dvojjazyčné vydání Hanuš Jelínek.
- Stendhal: Věznice parmská. Přeložil Hanuš Jelínek